# ジェルヴィーニョ
ジェルヴィーニョ（Gervinho）こと、ジェルヴェ・ロンベ・ヤオ・クアッシ（Gervais Lombe Yao Kouassi、1987年5月27日 - ）は、コートジボワール・アニャマ出身のサッカー選手。アリス・テッサロニキ所属。コートジボワール代表。ポジションはフォワード。

## 経歴

### クラブ

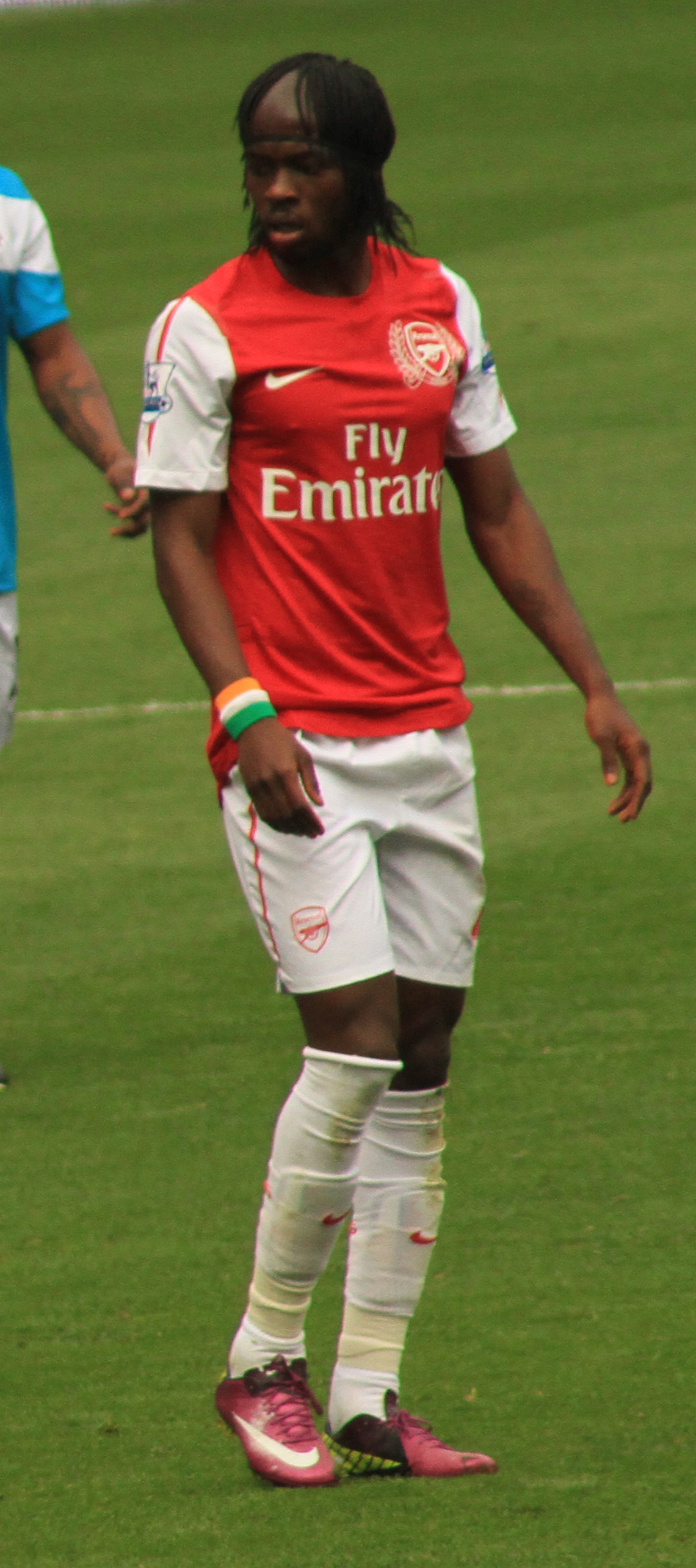
アーセナル時代

アルナ・コネなどと同じアニャマ出身。育成の名門であるASECミモザの下部組織に5年間所属し、ブラジル人監督からポルトガル語のジェルヴィーニョというニックネームを授かった。その後、Ivorian Deuxieme Division Zone FourのToumodi FCに移籍し、トゥーレ兄弟（コロとヤヤ）の弟のイブラヒム・トゥーレとチームメイトになった。Toumodi FCで2シーズン過ごした後、ASECミモザと提携しており、コートジボワール人選手を多数受け入れているベルギー・ジュピラーリーグのKSKベフェレンに移籍した。
2007年7月2日、フランスのル・マンUCと3年契約を結び、2007-08シーズンは同郷のロマリッチらとともにプレーした。2008年5月にはフランスのASモナコ、パリ・サンジェルマンFC、オリンピック・マルセイユ、イングランドのアーセナルFCがジェルヴィーニョの動向を追っていると報道された。この報道によるとアーセナルは長い間ジェルヴィーニョを評価し続け、ベルギーでプレーしていた2006-07シーズンにもオファーが出されたとされた。ル・マンUCでは2シーズンで59試合に出場し9得点を記録した。また、日本代表の松井大輔とも同僚であった。
2009年7月21日、移籍金600万ユーロでリールと契約した。2010-11シーズンはリーグ5位タイとなる15得点と10アシストを挙げてリールの2冠に貢献し、ベストイレブンに選ばれた。
2011年7月11日、移籍金推定1060万ポンドでアーセナルに移籍。しかし、2シーズンで45試合に出て9得点と結果は芳しくなかった。
2013年8月、リール時代の恩師、リュディ・ガルシア率いるASローマに移籍が決定。移籍初年度の2013-14シーズンは、リーグ戦33試合9得点を記録した。
2016年1月26日、中国サッカー・スーパーリーグの河北華夏幸福へ移籍することが発表された。
2018年8月17日、パルマ・カルチョ1913にフリーで加入した。9月22日のカリアリ戦では、自陣ペナルティエリア付近でクリアボールを拾うとそこからドリブルで82メートルを駆け抜けてゴールを決めた。2018-19シーズンはリーグ戦30試合で11ゴールを挙げてチームの主力として活躍した。2019年10月11日、契約を2022年まで延長した。
2021年5月26日、トラブゾンスポルへ完全移籍。
2022年7月16日、アリス・テッサロニキへ完全移籍。2年契約を結んだ。

### 代表
U-23コートジボワール代表ではキャプテンを務め、2007年9月の北京オリンピックアフリカ予選のU-23マリ代表戦(3-1)ではペナルティキックを決めて勝利に貢献した。同年11月、アンゴラ代表とカタール代表との親善試合のために初めてコートジボワールA代表に招集され、アンゴラ代表戦でA代表デビューした。
2008年にはガーナで開催されたアフリカネイションズカップ2008に背番号97で出場し、2試合に途中出場した。同年にはU-23コートジボワール代表として北京オリンピック本大会にも出場し、グループリーグ2戦目のU-23セルビア代表戦(3-2)で1得点2アシストの活躍を見せた。
2009年11月14日、2010 FIFAワールドカップ・アフリカ予選のギニア代表戦でA代表初得点を含む2得点を決めた。2010年1月にはアフリカネイションズカップ2010に出場し、グループリーグのガーナ代表戦で得点した。同年6月には2010 FIFAワールドカップに出場するメンバーに選ばれ、ポルトガルとのグループリーグ初戦に82分間出場した。
2014 FIFAワールドカップではコートジボワール代表に招集され、グループステージの日本代表戦で逆転ゴールを挙げるなど活躍したが、チームはグループステージ敗退に終わった。

## プレースタイル
左右両サイドのウィングでプレーし、時にはセンターフォワードも務める。スピード溢れるドリブルが持ち味で、同じセリエＡでプレーする長友佑都は、「普通に走るのとドリブルのスピードが変わらない」とコメントする。イタリア紙「ガゼッタ・デロ・スポルト」によると、2014年ブラジルW杯にて最大時速32.3kmを記録。2013年、サンシーロでは最大時速35kmというスピードを叩きだしたという。現在、人類最速の男である陸上競技選手ウサイン・ボルトは100mを平均すると時速35.578 km。レース中の最高スピードは時速44kmにも及ぶ。

## 個人成績

### クラブでの出場記録
2018年7月17日時点
| クラブ       | シーズン | 国内リーグ | 国内リーグ | 国内カップ | 国内カップ | 欧州カップ | 欧州カップ | 通算 | 通算 |
| クラブ       | シーズン | 出場       | 得点       | 出場       | 得点       | 出場       | 得点       | 出場 | 得点 |
| ------------ | -------- | ---------- | ---------- | ---------- | ---------- | ---------- | ---------- | ---- | ---- |
| ベフェレン   | 2005-06  | 32         | 6          | 0          | 0          | 0          | 0          | 32   | 6    |
| ベフェレン   | 2006-07  | 29         | 8          | 0          | 0          | 0          | 0          | 29   | 8    |
| ベフェレン   | 通算     | 61         | 14         | 0          | 0          | 0          | 0          | 61   | 14   |
| ル・マンUC   | 2007–08  | 26         | 2          | 4          | 4          | 0          | 0          | 30   | 6    |
| ル・マンUC   | 2008–09  | 33         | 7          | 4          | 1          | 0          | 0          | 37   | 8    |
| ル・マンUC   | 通算     | 59         | 9          | 8          | 5          | 0          | 0          | 67   | 14   |
| リール       | 2009–10  | 32         | 13         | 0          | 0          | 8          | 5          | 40   | 18   |
| リール       | 2010–11  | 35         | 15         | 8          | 3          | 10         | 0          | 53   | 18   |
| リール       | 通算     | 67         | 28         | 8          | 3          | 18         | 5          | 93   | 36   |
| アーセナル   | 2011-12  | 28         | 4          | 2          | 0          | 7          | 0          | 37   | 4    |
| アーセナル   | 2012-13  | 18         | 5          | 2          | 0          | 6          | 2          | 26   | 7    |
| アーセナル   | 通算     | 46         | 9          | 4          | 0          | 13         | 2          | 63   | 11   |
| ローマ       | 2013-14  | 33         | 9          | 4          | 3          | 0          | 0          | 37   | 12   |
| ローマ       | 2014-15  | 24         | 2          | 0          | 0          | 10         | 5          | 34   | 7    |
| ローマ       | 2015-16  | 14         | 6          | 0          | 0          | 3          | 1          | 17   | 7    |
| ローマ       | 通算     | 71         | 17         | 4          | 3          | 13         | 6          | 88   | 26   |
| 河北華夏幸福 | 2016     | 18         | 3          | 0          | 0          | 0          | 0          | 18   | 3    |
| 河北華夏幸福 | 2017     | 4          | 1          | 0          | 0          | 0          | 0          | 4    | 1    |
| 河北華夏幸福 | 2018     | 7          | 0          | 0          | 0          | 0          | 0          | 7    | 0    |
| 河北華夏幸福 | 通算     | 29         | 4          | 0          | 0          | 0          | 0          | 29   | 4    |
| パルマ       | 2018-19  | 0          | 0          | 0          | 0          | -          | -          | 0    | 0    |
| 総通算       | 総通算   | 333        | 81         | 24         | 11         | 44         | 13         | 401  | 105  |

## 代表歴

### 出場大会
- コートジボワール代表
  - 2010 FIFAワールドカップ
  - 2014 FIFAワールドカップ

### 試合数
- 国際Aマッチ 88試合 23得点（2007年-2021年）[16]

| コートジボワール代表 | 国際Aマッチ | 国際Aマッチ |
| 年                   | 出場        | 得点        |
| -------------------- | ----------- | ----------- |
| 2007                 | 1           | 0           |
| 2008                 | 3           | 0           |
| 2009                 | 6           | 2           |
| 2010                 | 14          | 2           |
| 2011                 | 7           | 3           |
| 2012                 | 11          | 2           |
| 2013                 | 10          | 4           |
| 2014                 | 11          | 5           |
| 2015                 | 12          | 2           |
| 2016                 | 5           | 2           |
| 2017                 | 4           | 0           |
| 2018                 | 0           | 0           |
| 2019                 | 0           | 0           |
| 2020                 | 2           | 1           |
| 2021                 | 2           | 0           |
| 通算                 | 88          | 23          |

### 得点
| #   | 開催年月日     | 開催地         | 対戦国           | スコア | 結果  | 試合概要                                 |
| --- | -------------- | -------------- | ---------------- | ------ | ----- | ---------------------------------------- |
| 1.  | 2009年11月14日 | アビジャン     | ギニア           | 1 - 0  | 3 - 0 | 2010 FIFAワールドカップ・アフリカ予選    |
| 2.  | 2009年11月14日 | アビジャン     | ギニア           | 2 - 0  | 3 - 0 | 2010 FIFAワールドカップ・アフリカ予選    |
| 3.  | 2010年01月15日 | カビンダ       | ガーナ           | 1 - 0  | 3 - 1 | アフリカネイションズカップ2010           |
| 4.  | 2010年11月17日 | ポズナン       | ポーランド       | 1 - 1  | 1 - 3 | 親善試合                                 |
| 5.  | 2011年06月05日 | コトヌー       | ベナン           | 3 - 0  | 6 - 2 | アフリカネイションズカップ2012予選       |
| 6.  | 2011年06月05日 | コトヌー       | ベナン           | 5 - 2  | 6 - 2 | アフリカネイションズカップ2012予選       |
| 7.  | 2011年09月03日 | キガリ         | ルワンダ         | 5 - 0  | 5 - 0 | アフリカネイションズカップ2012予選       |
| 8.  | 2012年02月08日 | リーブルヴィル | マリ             | 1 - 0  | 1 - 0 | アフリカネイションズカップ2012           |
| 9.  | 2012年09月08日 | アビジャン     | セネガル         | 2 - 2  | 4 - 2 | アフリカネイションズカップ2013予選       |
| 10. | 2013年01月15日 | アブダビ       | エジプト         | 1 - 1  | 4 - 2 | 親善試合                                 |
| 11. | 2013年01月15日 | アブダビ       | エジプト         | 3 - 1  | 4 - 2 | 親善試合                                 |
| 12. | 2013年01月22日 | ルステンブルク | トーゴ           | 2 - 1  | 2 - 1 | アフリカネイションズカップ2013           |
| 13. | 2013年01月26日 | ルステンブルク | チュニジア       | 1 - 0  | 3 - 0 | アフリカネイションズカップ2013           |
| 14. | 2014年06月04日 | フリスコ       | エルサルバドル   | 1 - 0  | 2 - 1 | 親善試合                                 |
| 15. | 2014年06月15日 | レシフェ       | 日本             | 2 - 1  | 2 - 1 | 2014 FIFAワールドカップ                  |
| 16. | 2014年06月19日 | ブラジリア     | コロンビア       | 1 - 2  | 1 - 2 | 2014 FIFAワールドカップ                  |
| 17. | 2014年09月06日 | アビジャン     | シエラレオネ     | 2 - 1  | 2 - 1 | アフリカネイションズカップ2015予選       |
| 18. | 2014年11月14日 | アビジャン     | シエラレオネ     | 4 - 1  | 5 - 1 | アフリカネイションズカップ2015予選       |
| 19. | 2015年02月01日 | マラボ         | アルジェリア     | 3 - 1  | 3 - 1 | アフリカネイションズカップ2015           |
| 20. | 2015年02月04日 | バタ           | コンゴ民主共和国 | 2 - 1  | 3 - 1 | アフリカネイションズカップ2015           |
| 21. | 2016年3月25日  | アビジャン     | スーダン         | 1 - 0  | 1 - 0 | アフリカネイションズカップ2017予選       |
| 22. | 2016年10月8日  | ブアケ         | マリ             | 3 - 1  | 3 - 1 | 2018 FIFAワールドカップ・アフリカ3次予選 |

## タイトル

### クラブ
- LOSCリール・メトロポール
  - リーグ・アン : 2010-11
  - クープ・ドゥ・フランス : 2010-11

### 個人
- リーグ・アン ベストイレブン : 2010-11